# Sofía de Hohenlohe-Waldenburg-Bartenstein
Sofía de Hohenlohe-Bartenstein (Schillingsfürst , 13 de diciembre de 1758-Roma, 20 de enero de 1836) fue una princesa alemana de la casa de Hohenlohe.

## Biografía
Fue la primogénita de los vástagos de Luis Carlos, príncipe de Hohenlohe-Waldenburg-Bartenstein y su esposa, la condesa Polixena de Limburg-Stirum. Tuvo varios hermanos:
- Maria Ana (1760-1811), canonesa de la Abadía Imperial de Essen, hasta su matrimonio en 1784 con Peter Caspar Grimaldus, conde de Orsay y príncipe de Delain (-1809).[2]
- María Leopoldina (1761-1807), casada en 1780 con Dominico Constatino, príncipe de Löwenstein-Wertheim-Rochefort.
- Josefa Isabel (1763-1796), canonesa de la Abadía Imperial de Thorn.
- Luis  (1765-1829), sucedería a su padre como Hohenlohe-Waldenburg-Bartenstein.
- Carlos José (1766-1838), príncipe de Hohenlohe-Waldenburg-Bartenstein-Jagstberg.
- Francisca Luisa (1770-1812), canonesa de la Abadía Imperial de Essen, hasta su matrimonio en 1796 con Francisco Guillermo, príncipe y altgrave de Salm-Reifferscheid-Bedburg (1772-1831).

Fue educada en las Salesas de Estrasburgo.
En 1794 sería nombrada cantonesa de la abadía imperial de Thorn-sur-Meuse. En esta misma institución habían sido canonesas otras princesas de su familia.
Hacia 1813 tuvo algunas reclamaciones contra su hermano Carlos José por la división del apanage paterno en una nueva línea, Hohenlohe-Jagstberg.
En enero de 1820 llegó a Roma, ciudad en la que acabaría fijando su residencia. En esta ciudad se relacionó con los ambientes literarios conservadores de la ciudad.
Murió en 1836, siendo enterrada en el Cementerio Teutónico, situado en actualidad en la Ciudad del Vaticano. 

Su sepultura es de gusto netamente neoclásica, de mármol blanco, se trata de una estructura apoyada en el muro del cementerio. Es conocida como la Tomba dell'Angelo, ya que cuenta con un ángel de mármol sosteniendo una cartela con la inscripción: Requiescat in Pace. La lápida cuenta con la siguiente inscripción, expresando la dedicación de la sepultura por parte de su sobrino lejano, el príncipe Gustavo de Hohemlohe-Schillingsfürst, prelado en Roma que llegaría a ser cardenal en 1866:
Cineribus et memoriae principis dominae  Sophine de Hohenlohe quae nobilitatem generis religiosis virtutibus [ilegible] piu vivit An LXVIII Men I D VII Obiit Romae XIII Kal Febr An MDCCCXXXVI Gustavus Princeps de Hohenlohe Monumentum Pusuit.
La tumba fue abierta el 12 de julio de 2019 en el marco de la búsqueda de los restos de la desaparecida Emanuela Orlandi, sin que se encontraran en ella los restos de Sofía de Hohenlohe-Bartenstein. También fue abierta la tumba de la duquesa Carlota Federica de Mecklemburgo-Schwerin.

## Títulos y órdenes
- Su Alteza Serenísima la princesa Sofía de Hohenlohe-Waldenburg-Bartenstein.[10]

### Órdenes
- Dama de la Orden de los Cuatro Emperadores.

### Individuales
1. ↑  «Sophie von Hohenlohe». Find a Grave (en inglés).
2. ↑  Kneschke, Dr. Ernst Heinrich (1865). «Orsay, zu Orsay, Grimaud d'Orsay, Grafen». Neues Allgemeines Deutsches Adels-Lexicon: Loewenthal - Osorowski (en alemán). sexto. Leipzig: Voigt. pp. 616-617. Consultado el 24 de abril de 2023.
3. ↑  Hohenlohe-Waldenburg-Bartenstein-Jagstberg, 1870, p. 314.
4. ↑  «Hohenlohe». www.angelfire.com. Consultado el 23 de abril de 2023.
5. ↑  «Vermögen der Prinzessin Eleonore zu Hohenlohe-Schillingsfürst. - Deutsche Digitale Bibliothek». www.deutsche-digitale-bibliothek.de (en alemán). Consultado el 23 de abril de 2023.
6. ↑  «Landesarchiv Baden-Württemberg. Hohenlohe-Zentralarchiv Neuenstein» (en alemán). 1774-1775.
7. ↑  «Roma, Mercoledí 26 gennaio. E giunta negli...». Diario di Roma (en italiano) (Roma). [26 de enero de] 1820. p. 1.
8. ↑  «Stati Pontifici». La Voce della verita. Gazzetta dell'Italia centrale (en italiano) (706). 11 de febrero de 1836. p. 392.
9. ↑  «Las tumbas en el Vaticano donde buscaban a Emanuela Orlandi están vacías». ELMUNDO. 11 de julio de 2019. Consultado el 11 de julio de 2019.
10. ↑  Weiss, Karl Eduard (1843). «73. Bezeichnung der Standesherren.». System des deutschen Staatsrechts (en alemán). G.J. Manz. p. 187. Consultado el 24 de abril de 2023.